# Würzburg

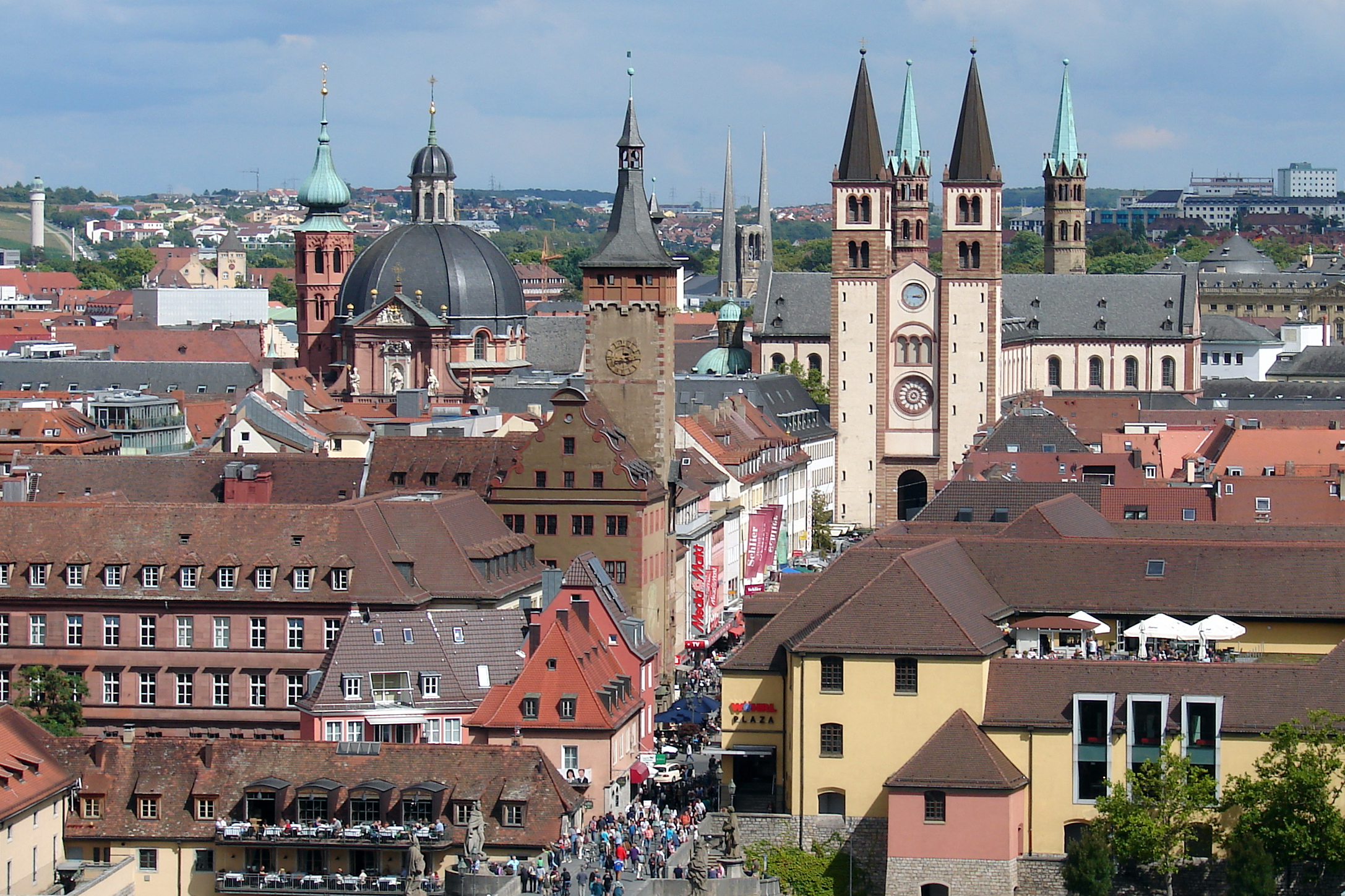
Đại giáo đường và toà thị chính.

Würzburg là một thành phố trong bang Bayern, Đức. Thành phố có diện tích kilômmét vuông, dân số là 131.320 người (cuối năm 2006).
Würzburg có cự ly khoảng 120 km (75 dặm) so với Frankfurt hoặc Nuremberg bằng đường bộ. Thành phố Würzburg không được bao gồm trong huyện Würzburg, nhưng là thủ phủ hành chính của huyện. Dân số là 131.320 vào 31 tháng 12 năm 2006.
Thời điểm năm 1000 trước CN, một pháo đài của người Celtic đứng trên địa điểm nay là lâu đài Marienberg. Nó được Công giáo hoá vào năm 686 bởi những người truyền giáo Ailen Kilian, Kolonat và Totnan. Thành phố được đề cập đầu tiên với tên gọi là Vurteburch trong 704. Các giáo phận đầu tiên được thành lập bởi Saint Boniface vào năm 742. Ông bổ nhiệm làm giám mục đầu tiên của Würzburg, Saint Burkhard. Các giám mục cuối cùng tạo ra một lãnh địa công tước với trung tâm của nó trong thành phố, mà kéo dài trong thế kỷ 12 đến Đông Franconia. Thành phố là thủ phủ của một số Imperial Diet, bao gồm một trong những năm 1180, trong đó Henry Sư tử đã bị cấm khỏi Đế quốc và lãnh địa công tước của ông và bàn giao cho Otto của Wittelsbach.